# Scalenostoma babylonia
Scalenostoma babylonia är en snäckart som beskrevs av Bartsch 1912. Scalenostoma babylonia ingår i släktet Scalenostoma och familjen Eulimidae. Inga underarter finns listade i Catalogue of Life.